# Дуб Фрайнетто
Дуб Фрайнетто, или Дуб густо́й, или Дуб венге́рский (лат. Quércus frainétto) — дерево, вид рода Дуб (Quercus) семейства Буковые (Fagaceae).

## Ботаническое описание
Это большое листопадное дерево, вырастающее до 40 м в высоту и до 2 м в диаметре ствола, с раскидистыми ветвями, шатровидной кроной и тёмной растрескивающейся корой.
Почки удлинённо-яйцевидные, острые, окружены остающимися мохнатоопушёнными прилистниками. Побеги толстые, густо-мохнатоопушённые, потом почти голые, покрытые тёмно-серой корой.

### Листья
Черешки короткие, до 5 мм длиной. Листья скучены у концов ветвей, крупные, до 18 см длиной и 12 см шириной, у деревьев, выросших на сухих солнечных местах около 10 см длиной, обратноовальные, с небольшой шириной в верхней трети пластинки, в основании более-менее выемчатые, с короткой тупой конечной лопастью и с каждой стороны с 6—8 боковыми лопастями, разделёнными глубокими и узкими, а у листьев порослевых побегов широкими выемками; лопасти тупые, примерно на 2⁄3 расстояния от основания листьев наиболее длинные, выше опять уменьшающиеся, по краю более-менее крупно-зубчато-лопастные; пластинки листьев сверху сначала опушённые, потом голые, матово-тёмно-зелёные, снизу густо опушённые рыжеватым опушением, реже почти голые.

### Цветки и плоды
Околоцветники пыльниковых цветков разделены почти до основания на узколинейные доли. Столбики удлинённые, прямые, на конце немного расширенные.
Жёлуди по нескольку у концов побегов, на коротких плодоносах или почти сидячие, удлинённо-овальные, до 2,5 см длиной. Плюска заключает до 1⁄3—½ жёлудя, чашевидная, покрыта узколанцетными, опушёнными чешуями, вытянутыми в голый коричневый кончик, отстающий от плюски, особенно у незрелых желудей. Созревают осенью первого года.
|                                                            |  |  |
| Слева направо: кора, пыльниковые цветки, листья с желудями |  |  |

## Распространение и экология
В естественных условиях произрастает в Юго-Восточной Европе: в Южной и Центральной Италии, в Албании, Болгарии, Греции, Венгрии, Словакии (юг), Боснии и Герцеговине, Хорватии, Македонии, Черногории, Сербии, Румынии и Турции. Изредка встречается в Молдавии. В Турции растёт в Северной и Северо-Западной Анатолии.
Растёт на сухих солнечных склонах, с другими лиственными породами смешанного леса, в нижнем поясе гор. Произрастает преимущественно на Балканах. Это объясняется не только тем, что он приспособился к субконтинентальному климату Юго-Восточной Европы, но и — что является определяющим фактором — к тяжёлым закислённым почвам, которые как раз находятся в Сербии, Болгарии и Румынии. Эта выщелоченная земля летом высыхает, а по весне стоит полузатопленной. При этом дуб не выносит затопления и высокого уровня воды. Он также весьма чувствителен к количеству извести в почве. Поэтому этот вид редко встречается в Венгрии, где почвы как раз богаты известью.

## Таксономия
Этот вид входит в секцию Mesobalanus.

## Значение и применение
Засухоустойчивый и довольно морозоустойчивый дуб, также отличается быстрым ростом. В культуре — с начала XIX века. На территории бывшего СССР встречается в парках Украины, в Тростянецком парке и в Одессе, в окрестностях Сочи. Крупный старый (60—70 лет) экземпляр этого дуба растёт в парке Кисловодска.
Древесина очень твёрдая и прочная, но сильно растрескивается при высыхании. Жёлуди съедобны.